# Невинномысский Азот
ОАО «Невинномысский Азот» — российское химическое предприятие, крупный производитель азотных удобрений и аммиака, входит в группу «ЕвроХим».
Предприятие является градообразующим города Невинномысска Ставропольского края.

## История
Строительство азотнотукового завода в Невинномысске начато в 1954 году.
В ночь с 1 на 2 августа 1962 года (смена Л. Садовского) на заводе был получен первый продукт — аммиак — основное сырьё для производства минеральных удобрений, 3 августа введён в эксплуатацию комплекс первой очереди сооружений — аммиачное производство, цеха слабой азотной кислоты и аммиачной селитры. 8 августа 1962 года получена первая азотная кислота в цехе № 5 (в настоящее время цех № 6 отделение 1), а 30 декабря 1962 года комиссия подписала акт приёма всех мощностей первой очереди.
10 января 1963 года — упразднена дирекция азотнотукового завода и организован Невинномысский химический комбинат.
1965 — получен первый продукт органического синтеза — бутиловый спирт.
1966 — введен в эксплуатацию второй цех по производству аммиака по схеме фирмы «Лурги», а также на базе переработки аммиака и углекислоты получен новый продукт — карбамид.
1967—1970 — смонтированы и введены в эксплуатацию цеха производства органического синтеза (ПОС) — себациновой кислоты (цех № 7, с 2005 г. по сей день отделение цеха № 12), ацетилена (цех № 8), отделение ацетальдегида цеха № 9, уксусной кислоты и ангидрида (цех № 12).
1970 — возведен комплекс производства сложных удобрений.
1972 — введено в эксплуатацию производство аммиачной селитры.
1972—1973 — поэтапно введены в эксплуатацию агрегаты по производству неконцентрированной азотной кислоты под давлением 7,3 ата.
22 февраля 1973 года — получен аммиак на первой крупнотоннажной установке по энерготехнологической схеме по технологии фирмы ТЕС (Япония).
1973 — получен винилацетат.
Апрель 1975 года — Невинномысский химический комбинат (НХК) преобразован в Невинномысское производственное объединение (НПО) «Азот».
3 июля 1976 года — принят в эксплуатацию цех метанола.
Декабрь 1976 — запущено второе крупнотоннажное производство аммиака по энерготехнологической схеме ГИАП (Государственный институт азотной промышленности).
1977 — получены первые гранулы нитроаммофоски.
1978 — освоен технологический процесс на рабочих средах в цехе термической фосфорной кислоты.
1983 — внедрена и освоена технология получения карбамида на крупнотоннажной установке.
1987 — начат выпуск нового продукта — жидких комплексных удобрений.
1989 — объединение приступило к выпуску товаров народного потребления (ПХТНП) и жидких азотных удобрений типа КАС.
1989 — на базе цеха № 2 (производство карбамида) создано совместное предприятие «Внештрейдинвест» (НВТИ), которое в 2003 году возвращено в состав ОАО «Невинномысский Азот».
26 апреля 1991 года — вступил в строй действующих завод «ЖБИ-ИМС», построенный совместно с югославской фирмой «Агровоеводина».
Декабрь 1991 — из-за физического износа основного оборудования выведена из эксплуатации первая установка по производству аммиака (цех № 1).
Декабрь 1991 — первый цех по производству аммиачной селитры переведен только на выпуск плава для производства карбамидо-аммиачной смеси (КАС).
Август 1992 — выведен из эксплуатации цех № 1-А (производство аммиака по технологии фирмы «Лурги».
31 декабря 1992 года предприятие приватизировано, преобразовано в открытое акционерное общество «Невинномысский Азот».
1995 — завершены строительно-монтажные и пусконаладочные работы крупнотоннажного производства уксусной кислоты по технологии фирмы «Монсанто» (цех № 12-А).
1995 — освоено производство жидких комплексных удобрений.
1997 — введена в строй установка ПВА-дисперсии.
1998—1999 — введено в эксплуатацию производство бутилацетата.
1999 — Министерство России признало ОАО «Невинномысский Азот» лучшим экспортером.
2001 — прекращено строительство и передача жилья для сотрудников предприятия.
2002 — закрыты цеха фосфорного производства № 15, 16, 17.
2005 — закрыто производство химических товаров народного потребления (ПХТНП).
2006 — внедрена пилотная версия автоматизированной системы комплексным управлением предприятием «ORACLE».
2006 — по принципу аутсорсинга (выведение непрофильных производств) выведены из состава ОАО «Невинномысский Азот» ПРО (производство ремонта оборудования), РМП (ремонтно-механическое производство), ЭРЦ (электроремонтный цех), ЦКИПИА (цех КИПиА), которые объединены в ООО «Невинномысск-Ремстройсервис», в состав ООО «НевРСС» также вошли ремонтные цеха ООО «ЕвроХим-БМУ» (Белореченские минеральные удобрения).
2007 — запущена в эксплуатацию после реконструкции новая система управления технологическим процессом (АСУ ТП) и система ПАЗиС (противоаварийная защита и сигнализация) цеха № 8.
2007 — начато строительство установки по производству меламина на базе производства карбамида.
2010 — на базе ООО «НевРСС» начато пилотное производство турбин ГТУ-8
2012 — получен первый в России меламин

## Руководители
- 1954—1959 — Василий Григорьевич Харакоз (директор строящегося Невинномысского азотнотукового завода)
- 1960—1967 — Виктор Павлович Победоносцев
- 1967—1972 — Станислав Ефимович Дорохин
- 1973—1979 — Сергей Александрович Першин
- 1979—1984 — Валерий Иванович Прохоров
- 1984—2001 — Виктор Иванович Ледовской
- 2001—2002 — Павел Анатольевич Орда
- 2002—2021 — Виктор Викторович Кайль
- 2021−2023 — Сергей Валерьевич Клявлин
- с марта 2023 года — Алексей Александрович Гаврилов

## Продукция
Предприятие производит аммиак, аммиачную селитру, карбамид, метанол, жидкие азотные удобрения, азотную кислоту, сложные минеральные удобрения, сухой лёд, жидкую двуокись углерода, азот и кислород в баллонах, ацетилен, бутанол, ацетальдегид, поливиниловый спирт, винилацетат, бутилацетат, уксусную кислоту и другие продукты.

## Нештатные ситуации
- Возгорание технической эстакады. 15.07.2012[2]